# Mira Loma, Kalifornien
Mira Loma var en ort (CDP) i Riverside County, i delstaten Kalifornien, USA. Enligt United States Census Bureau hade orten en folkmängd på 21 930 invånare (2010) och en landarea på 20,7 km².
År 2010 inkorporerades en del av Mira Loma med Eastvale och år 2011 en del av orten med Jurupa Valley. Officiellt är Mira Loma efter 2011 en liten stadsdel i Jurupa Valley.
Mira Loma hette fram till 1930 Wineville, men kidnappningar och mord, som har betecknats som Wineville Chicken Coop Murders, vilka begicks av Gordon Stewart Northcott i trakten kring Riverside County i slutet av 1920-talet, gjorde att orten bytte namn. Dessa händelser resulterade så småningom löst baserat i filmen Changeling (2008) med bland andra Angelina Jolie.